# Artis Lazdiņš
Artis Lazdiņš (* 3. Mai 1986 in Limbaži) ist ein ehemaliger lettischer Fußballspieler.

## Karriere

### Verein
Artis Lazdiņš der seine Karriere 1994 in seiner Heimatstadt beim FK Limbaži begann, spielte in der folge für den FK Auda in der lettischen Hauptstadt Riga. Nachdem er mit seiner Familie in die Vereinigten Staaten ausgewandert war, spielte Lazdiņš von 2000 bis 2004 für Tschornomorez-USA aus New York City. Im Jahr 2004 zurück in Lettland spielte er sein letztes Jahr in der Jugend des FK Auda. Ab dem Jahr 2006 spielte er für den FK Ventspils, mit dem er in seiner zweiten Spielzeit als Profi die Meisterschaft gewinnen konnte. Ein weiterer Meistertitel folgte in der Saison 2008. Mit dem Erreichen der Gruppenphase der Europa League 2009/10 in der es gegen den SC Heerenveen, Hertha BSC und Sporting Lissabon ging, konnte er den bis dahin größten internationalen Erfolg des Teams feiern. Ab der Spielzeit 2010 spielte der defensive Mittelfeldspieler zwei Jahre für den FK Jelgava aus der Region Semgallen, durch einen Sieg nach Elfmeterschießen im Lettischen Pokalfinale gegen den FK Jūrmala-VV gewann Lazdiņš seinen dritten Titel der Karriere. Im September 2012 unterschrieb Lazdiņš bei Piast Gliwice aus der Ekstraklasa. 2014 kehrte er zum FK Jelgava zurück.
2020 wechselte Lazdiņš zum FS Leevon, für den er in der 1. līga antrat und auch die Mannschaft trainierte. Im Januar 2022 folgte der Wechsel nach Deutschland zum Greifswalder FC, mit dem er im selben Jahr in die Regionalliga aufstieg. Bereits als Spieler war er unter anderem als Jugendtrainer im Verein tätig. Nach der Saison 2022/23 beendete Artis Lazdiņš seine Karriere.

### Nationalmannschaft
Artis Lazdiņš debütierte für die Lettische Fußballnationalmannschaft während des Baltic Cups 2010 gegen Estland, nachdem er für Juris Laizāns eingewechselt wurde. Für die Auswahl seines Heimatlandes kam er seit 2010 auch in Qualifikationsspielen für Europa- und Weltmeisterschaften zum Einsatz. Im Jahr 2012 gewann er mit der Mannschaft durch zwei Siege über Litauen und Finnland den Baltic Cup.

## Erfolge
mit dem FK Ventspils:
- Lettischer Meister: 2007, 2008

mit dem FK Jelgava:
- Lettischer Pokalsieger: 2009/10

mit dem Greifswalder FC:
- Meister der Oberliga Nordost (Staffel Nord): 2021/22

mit Lettland:
- Baltic Cup: 2012, 2014, 2016